# Колизей Ариакэ
Колизей Ариакэ (яп. 有明コロシアム, Ariake Koroshiamu) — центральный корт в теннисном парке Ариакэ, одно из ведущих мест в Японии для проведения соревнований по теннису. Расположен на юге японской столицы Токио, в квартале Ариакэ района Кото. Отличительная особенность корта — это раздвижная крыша.

## Описание объекта
- Дизайнером проекта был Научно-исследовательский институт Токийского столичного портового управления.
- Может принять до 10000 зрителей: 1-й этаж 3892 места, 2-й этаж 3824 места, 3-й этаж 1936 мест. VIP места 220. 128 мест для прессы.
- Площадь корта 1153,1 кв. метров. Покрытие полутвёрдое.

## История
Колизей Ариакэ был открыт в 1987 году. Он был построен вместо Denen Coliseum из-за ухудшения состояния объекта и плана реконструкции жилого района.
Вначале это была открытая арена, но в 1991 году была установлена крыша и Колизей стал первым в Японии стадионом с раздвижной крышей.

## Культурные мероприятия
- В 1991 году Одзаки Ютака дала концерт на котором собралось в течение двух дней 20000 человек.
- В 2006 году состоялся финальный турнир «2006 Gorie All Japan Cheer Dance Championship» группы «wannai R&R», проводившийся телеканалом Fuji TV.

## Спортивные соревнования
Теннисные соревнования
- Кубок Дэвиса
- Кубок Билли Джин Кинг
- Открытый чемпионат Японии по теннису
- Toray Pan Pacific Open
- Все чемпионаты Японии по теннису

- Теннис на Олимпийских играх 2020
- Теннис на Паралимпийских играх 2020

Боевые искусства
В Колизей Ариакэ проводятся соревнования по борьбе и боевым искусствам.
- 8 мая 1988 года New Japan Pro-Wrestling
- В профессиональном боксе он использовался в матчах за титул чемпиона мира WBA в супертяжелом весе между Кацуей Онидзукой и Армандо Кастро 11 декабря 1992 года . Помимо титульного матча, 25 августа 2013 года состоялся профессиональный дебют золотого призера лондонских олимпийских игр Рёта Мураты.

Баскетбольная арена